# Zellingen
Zellingen – gmina targowa w Niemczech, w kraju związkowym Bawaria, w rejencji Dolna Frankonia, w regionie Würzburg, w powiecie Main-Spessart, siedziba wspólnoty administracyjnej Zellingen. Leży około 8 km na południowy wschód od Karlstadt, nad Menem, przy drodze B27 i linii kolejowej Frankfurt nad Menem/Fulda – Würzburg.

## Dzielnice
W skład gminy wchodzą trzy dzielnice: 
- Duttenbrunn
- Markt Retzbach
- Zellingen

## Demografia
| Rok  | Liczba mieszk. |
| ---- | -------------- |
| 1970 | 5 451          |
| 1987 | 5 651          |
| 2000 | 6 514          |
| 2005 | 6 585          |

## Współpraca
Miejscowości partnerskie:
- Geyer, Saksonia
- Louvigny, Francja
- Tiefenbach, Bawaria

## Zabytki i atrakcje
- Kościół parafialny pw. św. Jerzego (St. Georg)
- zamek biskupów von Greiffenklau
- kaplica Maria Hilf

## Oświata
(na 1999)

W gminie znajduje się 300 miejsc przedszkolnych (z 268 dziećmi) oraz 2 szkoły (35 nauczycieli, 701 uczniów).